# Стереом
Стереом — твердий мікропористий матеріал, з якого складаються елементи скелету голкошкірих. Являє собою (в першому наближенні) пористий монокристал кальциту з домішкою карбонату магнію. Пори складають велику частину об'єму (до половини і більше) та заповнені живою тканиною (стромою). Типовий діаметр пор — 10-25 мкм; бувають більші та менші.
Стереом є виключно у голкошкірих. Його наявність у загадкової вимерлої групи Homalozoa стала вирішальним чинником для їх включення до цього типу. Майже нема голкошкірих зі скелетними елементами, збудованими іншим чином (єдиний виняток — голотурії родини Molpadiidae, що мають своєрідні гранули з фосфату заліза).

## Структура і склад
Стереом є тривимірною ґраткою. Її перекладини називаються трабекулами. Незважаючи на те, що стереом є монокристалічним утворенням, на поверхні його перекладин відсутні кристалічні грані: всі поверхні скруглені.
Стереом буває різний у різних таксонах голкошкірих, у різних скелетних елементах, а також в межах одного елементу. Його вигляд залежить від того, якою тканиною він заповнений і яка приєднується до його зовні. Варіюють такі ознаки стереому, як спосіб укладання перекладин, їх довжина (відповідно, і діаметр пор) та товщина. Перекладини можуть бути укладені більш чи менш регулярно — від хаотичного переплетення до правильної сітки з неперервним рядом проміжних варіантів. Найбільше різноманіття архітектури стереому спостерігається у морських їжаків та офіур.
Більш детальні дослідження показують, що бувають відхилення від монокристалічності стереому (особливо виражені в поверхневих шарах різних скелетних елементів, а також у зубах морських їжаків): сусідні кристали можуть бути розділені субмікроскопічним органічним прошарком, а їх відповідні осі симетрії можуть бути не зовсім паралельними. Вміст органічних речовин у стереомі досягає 0,1—0,2 % за масою. Таким чином, ймовірно, він є композиційним матеріалом. Відомо, що його механічні властивості суттєво відрізняються від властивостей неорганічного кальциту (наприклад, модуль Юнга може бути менший у кілька разів).
Вміст карбонату магнію в стереомі — як правило, 8—15 %; у зубах морських їжаків — до 40 %. Є дані про те, що твердість стереому зростає зі збільшенням вмісту MgCO3.

## Утворення і функції
Стереом секретується спеціальними клітинами — склероцитами, що об'єднуються в синцитій. Кальцит може відкладатися як всередину нього, так і назовні. Формування стереому починається з окремих голок — спікул, що потім з'єднуються таким чином, що кристалічна ґратка однієї стає продовженням іншої. У деяких видів описано і резорбцію (руйнування) стереому, що за потреби здійснюється спеціальними клітинами.
Губчаста структура скелетних елементів має таку перевагу, як перешкоджання поширенню тріщин.
Є дані, що у деяких мілководних офіур, що вирізняються своєю чутливістю до освітленості та її змін (зокрема, Ophiocoma wendtii), стереом скелетних платівок рук може працювати як масив мікролінз, що фокусують світло на світлочутливі клітини.

## У палеонтології
Найдавніші знахідки стереому, як і взагалі безсумнівні рештки голкошкірих, відносяться до нижнього кембрію. Нерідко він добре зберігається: навіть на кембрійських зразках видно тривимірну мікроструктуру. Її залежність від типу тканини, що заповнює стереом або контактує з ним, допомагає реконструювати анатомію древніх голкошкірих (наприклад, можна впізнати місця прикріплення м'язів).
Оскільки скелетні елементи голкошкірих є монокристалами, вони за певних умов здатні до епітаксіального росту після загибелі тварини. Припускається, що епітаксіальні нарости на них є свідченням понижених температур у відповідні часи.
Монокристалічна структура стереому ускладнює очищення викопних голкошкірих від породи: їхні черепашки та інші скелетні утворення схильні розколюватись за кристалографічними площинами (які завжди йдуть під кутом до поверхні) і розпадаються від вібрації та тиску. Крім того, вони часто м'якші за навколишню породу.